# Backlash France
Backlash France là sự kiện đấu vật chuyên nghiệp diễn ra vào năm 2024 do công ty WWE của Hoa Kỳ tổ chức. Đây sẽ là sự kiện Backlash lần thứ 19 và diễn ra vào Thứ Bảy, ngày 4 tháng 5 năm 2024, tại LDLC Arena ở Décines-Charpieu, Lyon Metropolis, Pháp. Sự kiện sẽ được phát sóng thông qua trả tiền cho mỗi lần xem (PPV) và phát trực tiếp và sẽ được tổ chức cho các đô vật từ thương hiệu Raw và SmackDown. Đây sẽ là sự kiện PPV và phát trực tiếp đầu tiên của WWE được tổ chức tại Pháp và là Backlash đầu tiên được tổ chức bên ngoài Bắc Mỹ. Ý tưởng của sự kiện sẽ dựa trên kết quả các trận đấu sau WrestleMania XL.

## Sản xuất
Backlash là một sự kiện đấu vật chuyên nghiệp định kỳ do công ty WWE của Hoa Kỳ tổ chức vào năm 1999. Nó được tổ chức hàng năm từ năm 1999 đến năm 2009, nhưng sau đó bị ngừng cho đến khi được khôi phục vào năm 2016 và được tổ chức hàng năm kể từ đó, ngoại trừ năm 2019. Ý tưởng ban đầu về sự kiện này dựa trên kết quả các trận đấu từ sự kiện hàng đầu của WWE là WrestleMania. Các sự kiện từ năm 2016 đến năm 2020 không mang chủ đề này; tuy nhiên, sự kiện năm 2021 đã đưa Backlash trở lại ý tưởng ban đầu này.
Vào cuối tháng 10 năm 2023, có thông tin cho rằng WWE đang thảo luận về kế hoạch tổ chức Backlash năm 2024 tại Paris, Pháp. Vào ngày 16 tháng 11, WWE thông báo rằng Backlash lần thứ 19 sẽ được tổ chức ở Pháp, nhưng ở Décines-Charpieu, Lyon Metropolis, vào Thứ Bảy, ngày 4 tháng 5 năm 2024, tại LDLC Arena. Điều này sau đó đánh dấu sự kiện trả tiền cho mỗi lượt xem (PPV) và phát trực tiếp đầu tiên của WWE được tổ chức tại quốc gia này, với tên gọi là Backlash France, cũng như Backlash đầu tiên được tổ chức bên ngoài Bắc Mỹ. Sự kiện này sẽ dựa trên những kết quả trận đâu sau WrestleMania XL và sẽ có sự góp mặt của các đô vật từ các bộ phận thương hiệu Raw và SmackDown. Nó sẽ được phát sóng trên PPV toàn thế giới và sẽ có sẵn để phát trực tiếp trên Peacock ở Hoa Kỳ và WWE Network ở hầu hết các thị trường quốc tế. Ngoài ra, tập ngày 3 tháng 5 của SmackDown sẽ được tổ chức tại LDLC Arena, đánh dấu lần đầu tiên chương trình được phát sóng tại Pháp. Vé được bán vào ngày 12 tháng 1 năm 2024.

## Tổ chức
| Vai trò                          | Tên               |
| -------------------------------- | ----------------- |
| Bình luận viên tiếng Anh         | Michael Cole      |
| Bình luận viên tiếng Anh         | Corey Graves      |
| Bình luận viên tiếng Tây Ban Nha | Marcelo Rodriguez |
| Bình luận viên tiếng Tây Ban Nha | Jerry Soto        |
| Bình luận viên tiếng Pháp        | Christophe Agius  |
| Bình luận viên tiếng Pháp        | Phillipe Chéreau  |
| Thông báo viên sàn đấu           | Samantha Irvin    |
| Trọng tài                        | Danilo Anfibio    |
| Trọng tài                        | Jessika Carr      |
| Trọng tài                        | Dan Engler        |
| Trọng tài                        | Charles Robinson  |
| Phỏng vấn viên                   | Byron Saxton      |
| Người điều khiển trước trận đấu  | Jackie Redmond    |
| Người điều khiển trước trận đấu  | CM Punk           |
| Người điều khiển trước trận đấu  | Big E             |

### Các trận đấu khác
Trong trận đấu đầu tiên của sự kiện, Kevin Owens và Randy Orton đối mặt với The Bloodline (Solo Sikoa và Tama Tonga, đi cùng với Paul Heyman). Trận đấu ban đầu được lên lịch như một trận đấu đồng đội thông thường, nhưng hai đội đã ẩu đả trước khi có tiếng chuông, khiến General Manager SmackDown Nick Aldis phải biến trận đấu thành Street Fight. Ở đoạn cao trào, sau khi Owens thực hiện cú Fisherman's Buster lên Tonga trên ghế và định ghim anh ta, anh trai của Tonga là Tanga Loa đã xuất hiện và kéo trọng tài ra khỏi sàn đấu. Loa sau đó sử dụng các bậc thang thép tấn công Owens và Orton. Trên sàn đấu, Sikoa đánh Owens bằng cú Samoan Spike và ghim anh ta để giành chiến thắng. Điều này đánh dấu sự trở lại của Loa với WWE, người trước đây đã biểu diễn với tên Camacho từ năm 2009 đến năm 2014.
Trong trận đấu thứ hai, Bayley bảo vệ chức vô địch WWE Women's Championship trước Naomi và Tiffany Stratton trong trận đấu tay ba. Bayley và Naomi đã áp dụng cú 1D Forearm Exchange trên Stratton. Naomi đã thử cú The La Magistral, nhưng Bayley đã đảo ngược thành pha ghim Naomi để giữ lại đai vô địch.
Sau đó, Damian Priest bảo vệ đai vô địch World Heavyweight Championship trước Jey Uso. Trong trận đấu, mặc dù đã yêu cầu họ không tham gia, JD McDonagh, thành viên của Judgment Day, đã lao ra và tấn công Uso từ sau lưng trọng tài. Thành viên khác Finn Bálor cũng cố gắng can thiệp nhưng Uso đã đá anh ta ra khỏi tạp dề. Sau đó Uso ghim Priest, nhưng McDonagh đã đặt chân của Priest lên sợi dây thừng. Sau đó Uso tấn công McDonagh bằng cú The Suicide Dive và cú spear lên Bálor trên sàn. Sau đó Uso đi lên sợi dây thừng trên cùng để thực hiện cú Uso Splash, nhưng Priest đã can thiệp và thực hiện một cú avalanche South of Heaven Chokeslam và ghim Uso để giữ lại đai vô địch. Sau trận đấu, McDonagh và Bálor tấn công Uso, nhưng Priest tức giận đã kéo họ ra khỏi Jey Uso và mắng họ vì không tuân theo mệnh lệnh.
Trong trận đấu áp chót, The Kabuki Warriors (Asuka và Kairi Sane) bảo vệ được đai vô địch WWE Women's Tag Team Championship trước Bianca Belair và Jade Cargill. Cuối cùng, Cargill bắt được Sane giữa không trung và biểu diễn cú Jaded, sau đó Belair đánh cú KOD vào Asuka rồi ghim cô ấy để giành chức vô địch. Đây đánh dấu chức vô địch WWE đầu tiên của Cargill và cũng đưa Belair trở thành nhà vô địch WWE Women's Triple Crown lần thứ chín.

### Trận đấu tâm điểm
Trong trận đấu tâm điểm, Cody Rhodes bảo vệ đai Undisputed WWE Championship trước AJ Styles. Ở đoạn cao trào, Rhodes tung đòn Cody Cutter, sau đó là Cross Rhodes và đánh bại Styles để giữ lại đai vô địch.

## Kết quả
| #                                           | Kết quả | Thể loại                                                      | Thời gian |
| ------------------------------------------- | --- | ------------------------------------------------------------- | --------- |
| 1                                           | The Bloodline (Solo Sikoa và Tama Tonga) (đi cùng với Paul Heyman) đánh bại Kevin Owens và Randy Orton bằng đòn kết liễu | Trận đấu đồng đội Street Fight                                | 19:25     |
| 2                                           | Bayley (c) đánh bại Naomi và Tiffany Stratton bằng đòn kết liễu                                                          | Trận đấu tay ba tranh đai WWE Women's Championship            | 13:10     |
| 3                                           | Damian Priest (c) đánh bại Jey Uso bằng đòn kết liễu                                                                     | Trận đấu đơn tranh đai World Heavyweight Championship         | 15:45     |
| 4                                           | Bianca Belair và Jade Cargill đánh bại The Kabuki Warriors (Asuka và Kairi Sane) (c) bằng đòn kết liễu                   | Trận đấu đồng đội tranh đai WWE Women's Tag Team Championship | 17:25     |
| 5                                           | Cody Rhodes (c) đánh bại AJ Styles bằng đòn kết liễu                                                                     | Trận đấu đơn tranh đai Undisputed WWE Championship            | 27:20     |
| - (c) – chỉ người vô địch bước vào trận đấu | |                                                               |           |

### Giải Eliminator Tournament Undisputed WWE Universal Championship (2024)
|  |                                 |                                 |           |      |                                   |                                   |
|  | Bán kết (SmackDown, 12 tháng 4) | Bán kết (SmackDown, 12 tháng 4) |           |      | Chung kết (SmackDown, 19 tháng 4) | Chung kết (SmackDown, 19 tháng 4) |
|  | Bán kết (SmackDown, 12 tháng 4) | Bán kết (SmackDown, 12 tháng 4) |           |      | Chung kết (SmackDown, 19 tháng 4) | Chung kết (SmackDown, 19 tháng 4) |
|  |                                 |                                 |           |      |                                   |                                   |
|  |                                 |                                 |           |      |                                   |                                   |
|  | AJ Styles                       | Ghim                            |           |      |                                   |                                   |
|  | AJ Styles                       | Ghim                            |           |      |                                   |                                   |
|  | Kevin Owens                     | —                               |           |      |                                   |                                   |
|  | Kevin Owens                     | —                               |           |      |                                   |                                   |
|  | Rey Mysterio                    | 9:13                            |           |      |                                   |                                   |
|  | Rey Mysterio                    | 9:13                            |           |      |                                   |                                   |
|  |                                 |                                 |           |      |                                   |                                   |
|  |                                 |                                 |           |      |                                   |                                   |
|  |                                 |                                 | AJ Styles | Ghim |                                   |                                   |
|  |                                 |                                 | AJ Styles | Ghim |                                   |                                   |
|  |                                 |                                 |           |      | LA Knight                         |                                   |
|  |                                 |                                 |           |      |                                   |                                   |
|  | Bobby Lashley                   | —                               |           |      |                                   |                                   |
|  | Bobby Lashley                   | —                               |           |      |                                   |                                   |
|  | LA Knight                       | Ghim                            |           |      |                                   |                                   |
|  | LA Knight                       | Ghim                            |           |      |                                   |                                   |
|  | Santos Escobar                  | 9:27                            |           |      |                                   |                                   |
|  | Santos Escobar                  | 9:27                            |           |      |                                   |                                   |